# 百合镇 (开平市)
百合镇，是中华人民共和国广东省江门市开平市下辖的一个乡镇级行政单位。

歷史：
清代，百合鎮屬開平縣平康都，一九五八年，舆赤坎鄕，赤坎鎮及塘口鄕合設赤坎公社. 一九六零年，改為百合公社. 一九八三年，赤坎鎮及塘口鎮脫離百合公社，百合公社剩下的行政區域改稱百合鎮.

## 行政区划
百合镇下辖以下地区：
百合圩社区、上洞村、中洞村、茅溪村、茅冈村、松朗村、桥上村、齐塘村、北降村、厚山村、马降龙村、儒东村、儒西村和儒北村。